# Journal of Mammalogy
El Journal of Mammalogy és una revista científica avaluada per experts publicada bimensualment per Oxford University Press en nom de la Societat Americana de Mastòlegs. Els seus orígens es remunten al 1919. Cobreix estudis sobre mamífers d'arreu del món, incloent-hi la seva ecologia, genètica, conservació, biologia del comportament, sistemàtica, morfologia i fisiologia. Així mateix, publica notícies de la Societat i difon oportunitats de beques per a estudiants.